# Guido Lindemann
Pour les articles homonymes, voir Lindemann.
Guido Lindemann, né le 19 janvier 1955 à Arosa, est un joueur suisse de hockey sur glace. Il évolue au poste d’ailier. Il est le frère de l’ancien joueur Markus Lindemann et le père des joueurs Sven et Kim Lindemann.

## Carrière
Guido Lindemann fait toute sa carrière junior avec le HC Arosa. Au cours la saison 1969-1970, l'ailier de 15 ans joue pour la première fois avec la première équipe du HC Arosa et sous le nom de son frère Hans Peter, car il est trop jeune pour jouer à ce niveau. Les saisons suivantes, il devient de plus en plus titulaire dans cette équipe qui atteint la Ligue nationale B en 1973 et la Ligue nationale A en 1977. Suivent les titres de champion : avec, pour partenaires de ligne, Jöri Mattli et son frère Markus Lindemann, il est champion de Suisse en 1980 et 1982, second du championnat en 1981 et 1984, troisième en 1985. Il joue plusieurs matchs et championnats du monde avec l'équipe de Suisse de hockey sur glace.
Il est le joueur suisse qui marque le plus de points dans le championnat suisse : 79 en 1981 et 67 en 1982 ; il faudra attendre trente ans, lors de la saison 2011-2012, pour qu'un joueur suisse, Damien Brunner, batte ce record. Dans les championnats en 1983 et 1984, il est le meilleur marqueur. Avec ses coéquipiers Merlin Malinowski et Jöri Mattli, il est l'un des joueurs les plus récompensés de cette époque. Malgré plusieurs offres lucratives en provenance d'autres clubs suisses, Guido Lindemann reste, comme son modèle Hans-Martin Trepp, avec le HC Arosa.
Après la descente volontaire d'Arosa en 1986, Lindemann rejoint en 1987 pour deux ans le HC Ambrì-Piotta puis de 1990 à 1992 le HC Coire, avec qui il fête la promotion en LNA au terme de la saison 1990-1991. Il revient régulièrement à Arosa où joue son fils Sven. Il termine sa carrière avec le SC Rheintal en quatrième division. Il compte au total quarante sélections en équipe de Suisse.
Après sa carrière de joueur, il monte une entreprise de transport avec sa femme à Arosa. Ses fils Kim Lindemann et Sven Lindemann sont devenus des joueurs de hockey sur glace professionnels.

## Statistiques
| Saison    | Équipe          | Ligue     |    | Saison régulière | Saison régulière | Saison régulière | Saison régulière | Saison régulière |   | Séries éliminatoires | Séries éliminatoires | Séries éliminatoires | Séries éliminatoires | Séries éliminatoires |
| Saison    | Équipe          | Ligue     | PJ | B                | A                | Pts              | Pun              | PJ               | B | A                    | Pts                  | Pun                  |                      |                      |
| 1970-1971 | HC Arosa        | 1re ligue |    |                  |                  |                  |                  |                  |   |                      |                      |                      |                      |                      |
| 1971-1972 | HC Arosa        | 1re ligue |    |                  |                  |                  |                  |                  |   |                      |                      |                      |                      |                      |
| 1972-1973 | HC Arosa        | 1re ligue |    |                  |                  |                  |                  |                  |   |                      |                      |                      |                      |                      |
| 1974-1974 | HC Arosa        | LNB       |    |                  |                  |                  |                  |                  |   |                      |                      |                      |                      |                      |
| 1974-1975 | HC Arosa        | LNB       |    |                  |                  |                  |                  |                  |   |                      |                      |                      |                      |                      |
| 1975-1976 | HC Arosa        | LNB       |    |                  |                  |                  |                  |                  |   |                      |                      |                      |                      |                      |
| 1976-1977 | HC Arosa        | LNB       |    |                  |                  |                  |                  |                  |   |                      |                      |                      |                      |                      |
| 1977-1978 | HC Arosa        | LNA       |    |                  |                  |                  |                  |                  |   |                      |                      |                      |                      |                      |
| 1978-1979 | HC Arosa        | LNA       |    |                  |                  |                  |                  |                  |   |                      |                      |                      |                      |                      |
| 1979-1980 | HC Arosa        | LNA       | 28 | 20               | 23               | 43               | 33               |                  |   |                      |                      |                      |                      |                      |
| 1980-1981 | HC Arosa        | LNA       | 38 | 30               | 39               | 79               | 32               |                  |   |                      |                      |                      |                      |                      |
| 1981-1982 | HC Arosa        | LNA       | 38 | 25               | 42               | 67               | 47               |                  |   |                      |                      |                      |                      |                      |
| 1982-1983 | HC Arosa        | LNA       | 38 | 25               | 43               | 68               | 49               |                  |   |                      |                      |                      |                      |                      |
| 1983-1984 | HC Arosa        | LNA       | 40 | 33               | 32               | 65               |                  |                  |   |                      |                      |                      |                      |                      |
| 1984-1985 | HC Arosa        | LNA       | 38 | 26               | 18               | 44               |                  |                  |   |                      |                      |                      |                      |                      |
| 1985-1986 | HC Arosa        | LNA       | 20 | 12               | 11               | 23               | 22               | -                | - | -                    | -                    | -                    |                      |                      |
| 1986-1987 | HC Ambrì-Piotta | LNA       | 38 | 30               | 39               | 79               | 32               | -                | - | -                    | -                    | -                    |                      |                      |
| 1987-1988 | HC Ambrì-Piotta | LNA       | 36 | 11               | 18               | 29               | 20               | 6                | 1 | 3                    | 4                    | 8                    |                      |                      |
| 1988-1989 | HC Ambrì-Piotta | LNA       | 36 | 15               | 27               | 42               | 52               | 1                | 0 | 0                    | 0                    | 0                    |                      |                      |
| 1990-1991 | HC Coire        | LNB       | 25 | 15               | 36               | 29               | 20               |                  |   |                      |                      |                      |                      |                      |
| 1991-1992 | HC Coire        | LNA       | 36 | 4                | 13               | 17               | 26               | 10               | 5 | 8                    | 13                   | 6                    |                      |                      |